# Вера и церковь (Царьград)
«Вера и церковь» (Foi et Église) — апологетическое миссионерское популярное издание на русском языке, выходило в 1922 - 1923 годах в Стамбуле, Османская империя, далее Турецкая Республика, при Миссия иезуитов в Константинополе. В выходных данных - Царьград.

## Издание
Инициатор издания и главный редактор - деятель русского апостолата иеромонах Станислав Тышкевич sj, писавший под псевдонимом Сергей Босфоров.
Активный сотрудник - священник Александр Сипягин.
Печатались сборники в типографии «Братья Зеллич» по адресу Пера Куле Капу, ул. Язиджи, Stamboul. 

## Содержание
- Федосеев Л. Святой пастырь // Вера и церковь, № 1.
- Сипягин А. У скалы Петровой // Вера и церковь, № 2.
- Сипягин А. О соединении церквей // Вера и церковь, № 3.
- Фальковский Н. Св. Венедикт Лабр // Вера и церковь, № 4.
- Бэль Л. (Baille Louis). Церковь и будущность = L’E’glise et L’Avenir // Вера и церковь, № 5. Вып. I. Царьград: Типография «Братья Зеллич».
- Сипягин А. Католическая миссия // Вера и церковь, в № 6 и 7.
- Сипягин А. Масонство, папство  и православие // Вера и церковь,  № 8.
- Забужный И. Православие и католицизм (Новое издание книги: В защиту веры)  // Вера и церковь, (отдельным изданием).
- Тышкевич С. Краткий катехизис  // Вера и церковь, (отдельным изданием).
- Федосеев Л. Лурд // Вера и церковь, (отдельным изданием).